# Star Mle 1914
La Star Modèle 1914 era una pistola semiautomatica spagnola, prodotta dall'azienda STAR Bonifacio Echeverría di Eibar, nei Paesi Baschi, come versione migliorata della Star Mle 1908, soprattutto nell'ergonomia. A sua volta, quest'ultima era basata sulla Mannlicher M1901/M1905.

## Descrizione

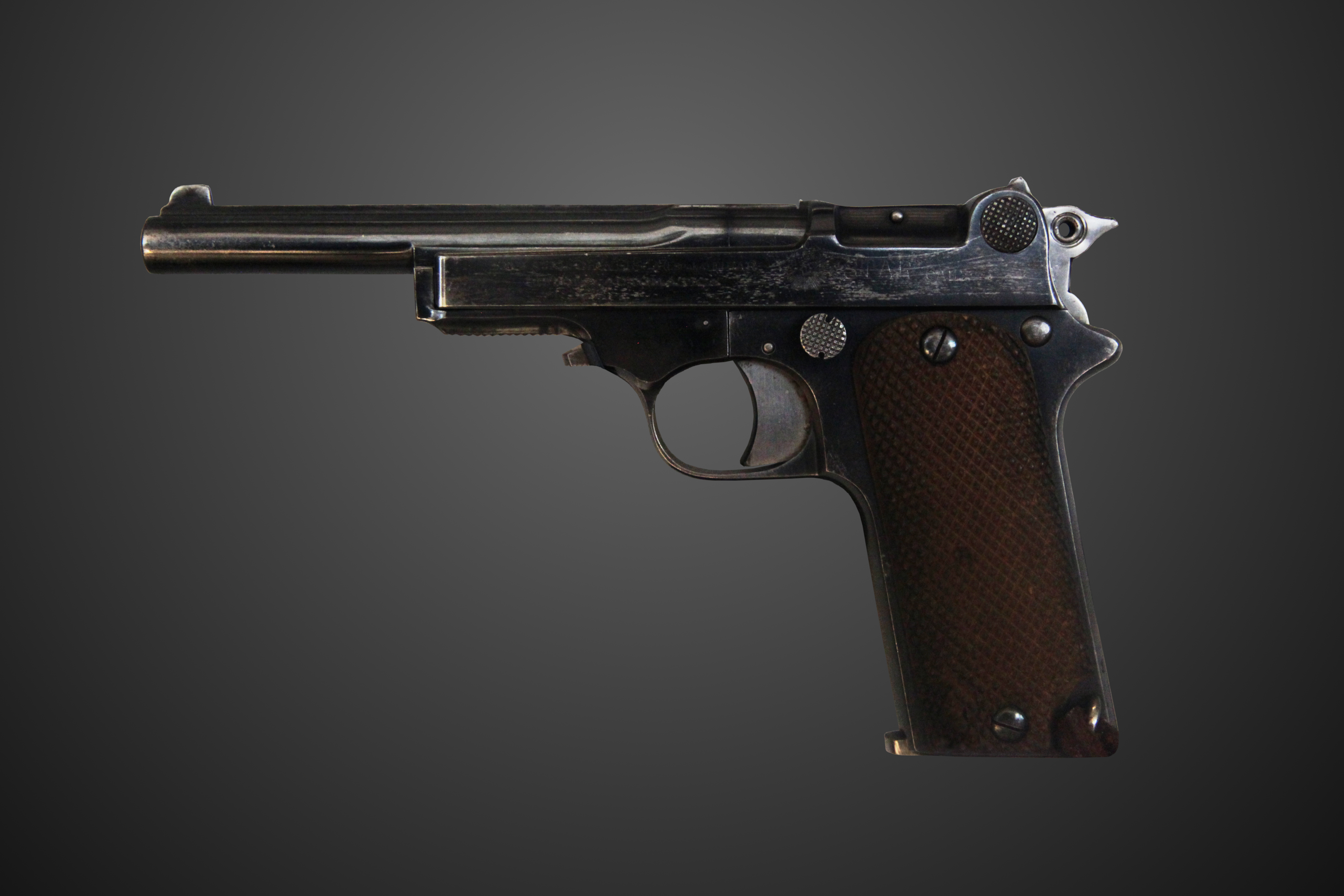
Una Star Mle 1914 2^{er} type

Questo modello, in calibro 7,65 × 17 mm Browning, venne acquistata dalla Armée de terre francese, che la utilizzò come Pistolet automatique Star in entrambe le guerre mondiali.
A partire dal 1919 fu realizzata in due versioni: la 1er type o troupe, versione più pesante, con caricatore più capiente, destinata alla truppa; il 2e type o officier, più leggera, per armare gli ufficiali. La type 1 aveva un caricatore da 9 munizioni e pesava circa 910 grammi.
La type 2 aveva una capacità di 7 munizioni e il suo peso era di 880 grammi. Per finiture e reputazione venne considerata superiore alla diffusa Ruby.